# North Baddesley
North Baddesley – wieś w Anglii, w hrabstwie Hampshire, w dystrykcie Test Valley. Leży 11 km na południowy zachód od miasta Winchester i 109 km na południowy zachód od Londynu. W 2001 miejscowość liczyła 12 878 mieszkańców.